# Załogowy lot kosmiczny

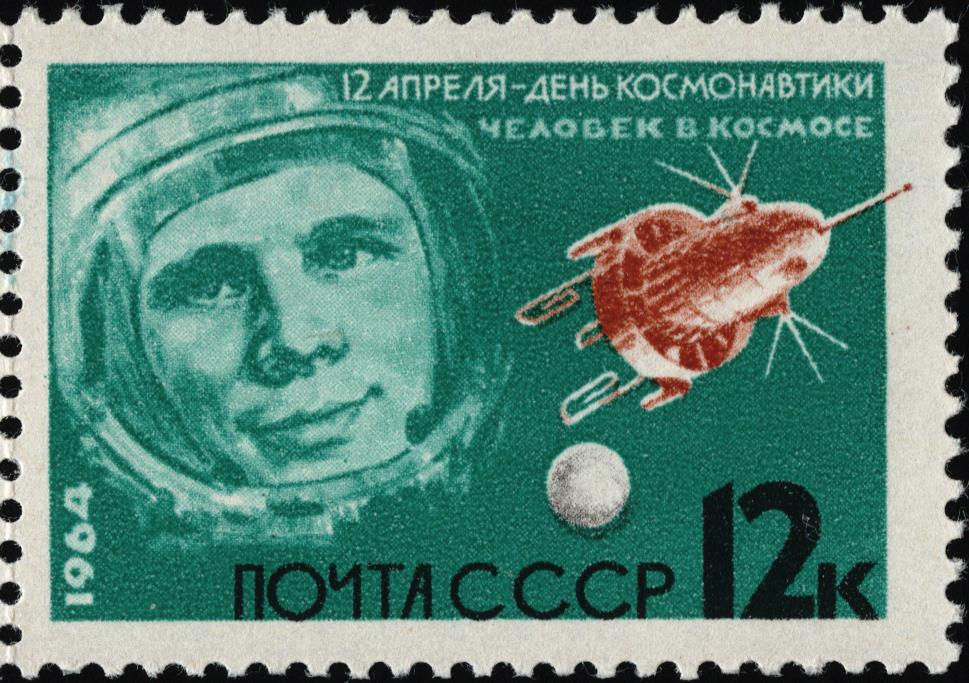
Jurij Gagarin – pierwszy człowiek w kosmosie

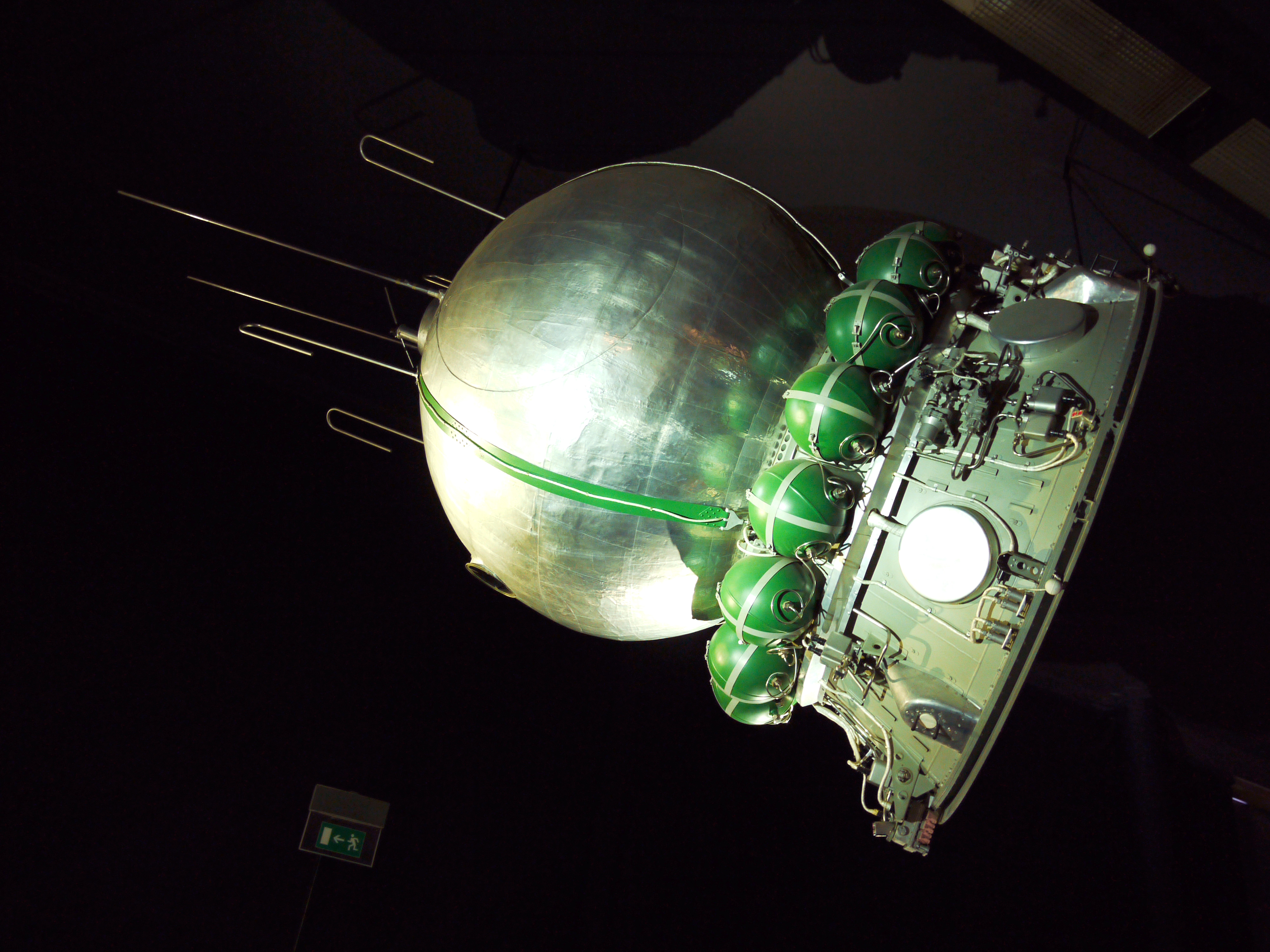
Makieta pierwszego załogowego statku kosmicznego Wostok 1

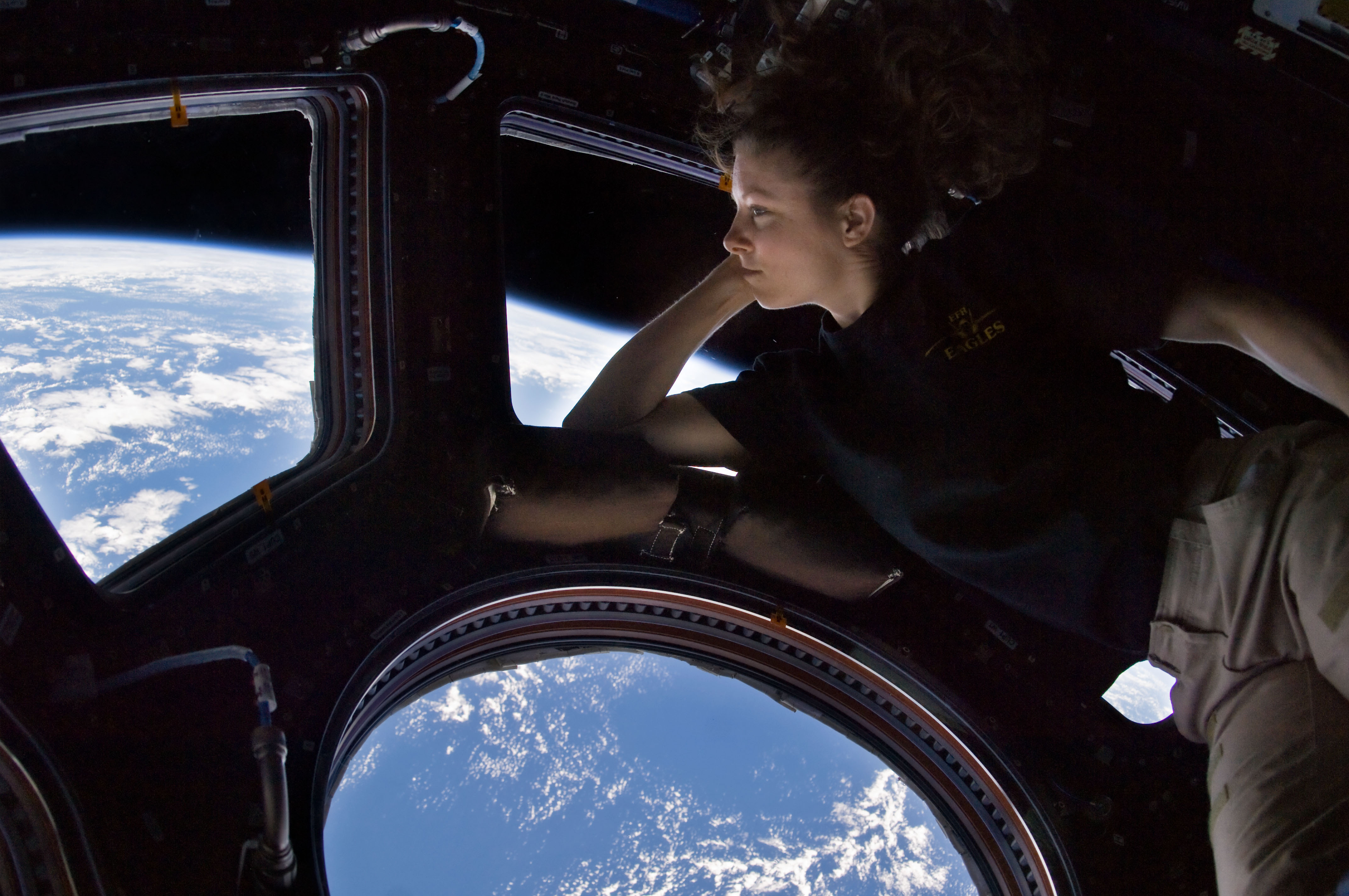
Widok Ziemi z pokładu Międzynarodowej Stacji Kosmicznej (2010)

Załogowy lot kosmiczny – lot w przestrzeni kosmicznej za pomocą statku kosmicznego z ludzką załogą na pokładzie. Cele lotu mogą być techniczne, badawcze, turystyczne lub propagandowe.
Pierwszy lot człowieka po orbicie satelitarnej Ziemi odbył się statkiem Wostok 1 w dniu 12 kwietnia 1961 r., podczas którego radziecki kosmonauta Jurij Gagarin jednokrotnie okrążył glob. Pierwszy lot poza orbitę Ziemi – na orbitę Księżyca, przeprowadzono statkiem Apollo 8 w 1968 r., natomiast pierwsze lądowanie człowieka na Księżycu odbyło się statkiem Apollo 11 w dniu 20 lipca 1969 r.
Obecnie użytkowane są następujące załogowe stacje orbitalne:
- Międzynarodowa Stacja Kosmiczna (ISS),
- Chińska Stacja Kosmiczna (CSS).

Używane są następujące załogowe statki kosmiczne:
- rosyjskie Sojuz MS wynoszone na orbitę rakietą nośną Sojuz 2, wystrzeliwaną z kosmodromu Bajkonur,
- chińskie Shenzhou wynoszone rakietą nośną Chang Zheng 2F („Długi Marsz”),
- amerykańskie prywatne statki Dragon firmy SpaceX, wynoszone rakietą nośną Falcon 9.

Nowe programy, obejmujące budowę załogowych statków lub stacji kosmicznych, będące obecnie w trakcie realizacji (w nawiasach podano planowane daty pierwszego załogowego startu orbitalnego):
- amerykański prywatny statek załogowy Starliner firmy Boeing, który głównie będzie służył w NASA do transportu załóg ISS (2022),
- amerykański statek załogowy Orion przeznaczony do realizacji programu lotów księżycowych Artemis (2023),
- amerykańska prywatna stacja orbitalna Axiom Space Station firmy Axiom Space (2024),
- amerykański prywatny zestaw załogowy Starship firmy SpaceX przeznaczony do lotów księżycowych i międzyplanetarnych (2023),
- międzynarodowa stacja okołoksiężycowa Gateway (2024),
- rosyjski statek załogowy Orioł (2025),
- chiński nowy statek załogowy, przeznaczony do lotów na CSS oraz księżycowych (2023),
- indyjski statek załogowy Gaganyaan, który ma zapoczątkować indyjski program załogowy (2023).